# FTSE Italia Mid Cap
Der FTSE Italia Mid Cap ist ein italienischer Aktienindex der Borsa Italiana. Er enthält ausschließlich Mid Caps und ist daher mit dem MDAX vergleichbar.

## Zusammensetzung
Der FTSE Italia Mid Cap setzt sich aus folgenden Unternehmen zusammen (Stand: 19. März 2025).
| Name                           | Branche                 | Logo | Indexgewicht in % |
| ------------------------------ | ----------------------- | ---- | ----------------- |
| Acea                           | Versorger               |      |                   |
| Alerion Cleanpower             | Versorger               |      |                   |
| Anima Holding                  | Finanzdienstleistungen  |      |                   |
| Ariston Holding                | Heiztechnik             |      |                   |
| Ascopiave                      | Versorger               |      |                   |
| Banca Generali                 | Finanzdienstleistungen  |      |                   |
| Banca Ifis                     | Banken                  |      |                   |
| Banco di Desio e della Brianza | Banken                  |      |                   |
| BFF Bank                       | Banken                  |      |                   |
| Brembo                         | Automobilzulieferer     |      |                   |
| Caltagirone                    | Holding                 |      |                   |
| Carel Industries               | Regelungstechnik        |      |                   |
| Cembre                         | Elektromechanik         |      |                   |
| Cementir Holding               | Baustoffe               |      |                   |
| CIR                            | Mischkonzern            |      |                   |
| Comer Industries               | Maschinenbau            |      |                   |
| Credito Emiliano               | Banken                  |      |                   |
| D’Amico                        | Schifffahrt             |      |                   |
| Danieli & C.                   | Anlagenbau              |      |                   |
| De’Longhi                      | Hausgeräte              |      |                   |
| El.En                          | Lasersysteme            |      |                   |
| ENAV                           | Flugsicherung           |      |                   |
| ERG                            | Versorger               |      |                   |
| Ferretti                       | Schiffbau               |      |                   |
| Fincantieri                    | Schiffbau               |      |                   |
| Garofalo Health Care           | Gesundheitsversorgung   |      |                   |
| GVS                            | Filter                  |      |                   |
| Intercos                       | Kosmetik                |      |                   |
| Iren                           | Versorger               |      |                   |
| Italmobiliare                  | Investments             |      |                   |
| Juventus FC                    | Sport                   |      |                   |
| Lottomatica                    | Holding                 |      |                   |
| LU-VE                          | Kälte- und Klimatechnik |      |                   |
| Maire Tecnimont                | Anlagenbau              |      |                   |
| MARR                           | Großhandel              |      |                   |
| MFE – MediaForEurope A         | Medien                  |      |                   |
| MFE – MediaForEurope B         | Medien                  |      |                   |
| Moltiply Group                 | Finanzen                |      |                   |
| Mondadori                      | Verlagswesen            |      |                   |
| Newlat Food                    | Lebensmittel            |      |                   |
| OVS                            | Mode                    |      |                   |
| Pharmanutra                    | Pharma                  |      |                   |
| Philogen                       | Biotechnologie          |      |                   |
| Piaggio & C.                   | Fahrzeugbau             |      |                   |
| Piovan                         | Maschinenbau            |      |                   |
| Rai Way                        | Medien                  |      |                   |
| Reply                          | Beratung                |      |                   |
| Safilo Group                   | Sehhilfen               |      |                   |
| Salvatore Ferragamo            | Bekleidung              |      |                   |
| Sanlorenzo                     | Schiffbau               |      |                   |
| SeSa                           | IT-Technologie          |      |                   |
| SOL Group                      | Industriegase           |      |                   |
| Tamburi Investment Partners    | Finanzen                |      |                   |
| Technogym                      | Fitnessgeräte           |      |                   |
| Technoprobe                    | Halbleiter              |      |                   |
| The Italian Sea Group          | Schiffbau               |      |                   |
| Tinexta                        | Software und Internet   |      |                   |
| Webuild                        | Bauwesen                |      |                   |
| WIIT                           | IT-Technologie          |      |                   |
| Zignago Vetro                  | Glas                    |      |                   |